# Tour de France 2014 – 4. etap
4. etap kolarskiego wyścigu Tour de France 2014 odbył się 8 lipca. Start etapu miał miejsce w miejscowości Le Touquet-Paris-Plage, zaś meta w Villeneuve-d’Ascq. Etap liczył 163,5 kilometra. Był to pierwszy etap Tour de France 2014 rozgrywany we Francji.
Zwycięzcą etapu został niemiecki kolarz Marcel Kittel. Drugie miejsce zajął Norweg Alexander Kristoff, a trzecie Francuz Arnaud Démare.

## Premie
Na 4. etapie były następujące premie:
| Rodzaj | Rodzaj           | Miejscowość/ Miejsce | Kilometry (od startu) | Kilometry (do mety) |
| ------ | ---------------- | -------------------- | --------------------- | ------------------- |
|        | Górska (IV kat.) | Côte de Campagnette  | 34 km                 | 129,5 km            |
|        | Lotna            | Cassel               | 92 km                 | 71,5 km             |
|        | Górska (IV kat.) | Mont Noir            | 117,5 km              | 46 km               |

### Wyniki
| Górska – Côte de Campagnette |                 |        |        |
| Miejsce                      | Zawodnik        | Zespół | Punkty |
| 1.                           | Luis Ángel Maté | COF    | 1      |

| Górska – Mont Noir |                 |        |        |
| Miejsce            | Zawodnik        | Zespół | Punkty |
| 1.                 | Thomas Voeckler | EUC    | 1      |

| Lotna – Cassel |                       |        |        |
| Miejsce        | Zawodnik              | Zespół | Punkty |
| 1.             | Thomas Voeckler       | EUC    | 20     |
| 2.             | Luis Ángel Maté       | COF    | 17     |
| 3.             | Peter Sagan           | CAN    | 15     |
| 4.             | Marco Marcato         | CAN    | 13     |
| 5.             | Bryan Coquard         | EUC    | 11     |
| 6.             | Adam Hansen           | LTB    | 10     |
| 7.             | Jurgen Van den Broeck | LTB    | 9      |
| 8.             | Tony Martin           | OPQ    | 8      |
| 9.             | Michele Scarponi      | AST    | 7      |
| 10.            | Rafał Majka           | TTS    | 6      |
| 11.            | Michał Kwiatkowski    | OPQ    | 5      |
| 12.            | Geraint Thomas        | SKY    | 4      |
| 13.            | Alberto Contador      | TTS    | 3      |
| 14.            | Chris Froome          | SKY    | 2      |
| 15.            | Vincenzo Nibali       | AST    | 1      |

## Wyniki etapu
| Miejsce | Zawodnik           | Państwo           | Zespół                               | Czas       | Punkty |
| ------- | ------------------ | ----------------- | ------------------------------------ | ---------- | ------ |
| 1.      | Marcel Kittel      | Niemcy            | Team Giant-Shimano                   | 3h 36' 39" | 45     |
| 2.      | Alexander Kristoff | Norwegia          | Team Katusha                         | +0"        | 35     |
| 3.      | Arnaud Démare      | Francja           | FDJ.fr                               | +0"        | 30     |
| 4.      | Peter Sagan        | Słowacja          | Cannondale Pro Cycling               | +0"        | 26     |
| 5.      | Bryan Coquard      | Francja           | Team Europcar                        | +0"        | 22     |
| 6.      | André Greipel      | Niemcy            | Lotto-Belisol                        | +0"        | 20     |
| 7.      | Mark Renshaw       | Australia         | Omega Pharma-Quick-Step Cycling Team | +0"        | 18     |
| 8.      | Danny van Poppel   | Holandia          | Trek Factory Racing                  | +0"        | 16     |
| 9.      | Davide Cimolai     | Włochy            | Lampre-Merida                        | +0"        | 14     |
| 10.     | Daniel Oss         | Włochy            | BMC Racing Team                      | +0"        | 12     |
| 11.     | Heinrich Haussler  | Australia         | IAM Cycling                          | +0"        | 10     |
| 12.     | Michael Albasini   | Szwajcaria        | Orica GreenEdge                      | +0"        | 8      |
| 13.     | Samuel Dumoulin    | Francja           | Ag2r-La Mondiale                     | +0"        | 6      |
| 14.     | Romain Feillu      | Francja           | Bretagne-Séché Environnement         | +0"        | 4      |
| 15.     | Greg Van Avermaet  | Belgia            | BMC Racing Team                      | +0"        | 2      |
| 16.     | Zakkari Dempster   | Australia         | Team NetApp-Endura                   | +0"        | —      |
| 17.     | Elia Viviani       | Włochy            | Cannondale Pro Cycling               | +0"        | —      |
| 18.     | Alberto Contador   | Hiszpania         | Tinkoff-Saxo                         | +0"        | —      |
| 19.     | Jens Keukeleire    | Belgia            | Orica GreenEdge                      | +0"        | —      |
| 20.     | Alejandro Valverde | Hiszpania         | Movistar Team                        | +0"        | —      |
| 21.     | Michał Kwiatkowski | Polska            | Omega Pharma-Quick-Step Cycling Team | +0"        | —      |
| 22.     | Adrien Petit       | Francja           | Cofidis, Solutions Crédits           | +0"        | —      |
| 23.     | Jakob Fuglsang     | Dania             | Astana Pro Team                      | +0"        | —      |
| 24.     | Vincenzo Nibali    | Włochy            | Astana Pro Team                      | +0"        | —      |
| 25.     | Johan Vansummeren  | Belgia            | Garmin-Sharp                         | +0"        | —      |
| 26.     | José Joaquín Rojas | Hiszpania         | Movistar Team                        | +0"        | —      |
| 27.     | Roger Kluge        | Niemcy            | IAM Cycling                          | +0"        | —      |
| 28.     | Andrew Talansky    | Stany Zjednoczone | Garmin-Sharp                         | +0"        | —      |
| 29.     | Reto Hollenstein   | Szwajcaria        | IAM Cycling                          | +0"        | —      |
| 30.     | Sylvain Chavanel   | Francja           | IAM Cycling                          | +0"        | —      |
|         |                    |                   |                                      |            |        |
| 178.    | Thomas Voeckler    | Francja           | Team Europcar                        | +4' 40"    | —      |

## Klasyfikacje po 4. etapie

### Klasyfikacja generalna
| Miejsce | Zawodnik               | Państwo           | Zespół                               | Czas        |
| ------- | ---------------------- | ----------------- | ------------------------------------ | ----------- |
|         | Vincenzo Nibali        | Włochy            | Astana Pro Team                      | 17h 07' 52" |
| 2.      | Peter Sagan            | Słowacja          | Cannondale Pro Cycling               | +2"         |
| 3.      | Michael Albasini       | Szwajcaria        | Orica GreenEdge                      | +2"         |
| 4.      | Greg Van Avermaet      | Belgia            | BMC Racing Team                      | +2"         |
| 5.      | Alberto Contador       | Hiszpania         | Tinkoff-Saxo                         | +2"         |
| 6.      | Alejandro Valverde     | Hiszpania         | Movistar Team                        | +2"         |
| 7.      | Chris Froome           | Wielka Brytania   | Team Sky                             | +2"         |
| 8.      | Jurgen Van den Broeck  | Belgia            | Lotto-Belisol                        | +2"         |
| 9.      | Bauke Mollema          | Holandia          | Belkin Pro Cycling Team              | +2"         |
| 10.     | Jakob Fuglsang         | Dania             | Astana Pro Team                      | +2"         |
| 11.     | Romain Bardet          | Francja           | Ag2r-La Mondiale                     | +2"         |
| 12.     | Tejay van Garderen     | Stany Zjednoczone | BMC Racing Team                      | +2"         |
| 13.     | Tiago Machado          | Portugalia        | Team NetApp-Endura                   | +2"         |
| 14.     | Jean-Christophe Péraud | Francja           | Ag2r-La Mondiale                     | +2"         |
| 15.     | Rui Costa              | Portugalia        | Lampre-Merida                        | +2"         |
| 16.     | Mikel Nieve            | Hiszpania         | Team Sky                             | +2"         |
| 17.     | Haimar Zubeldia        | Hiszpania         | Trek Factory Racing                  | +2"         |
| 18.     | Richie Porte           | Australia         | Team Sky                             | +2"         |
| 19.     | Michał Kwiatkowski     | Polska            | Omega Pharma-Quick-Step Cycling Team | +2"         |
| 20.     | Tony Gallopin          | Francja           | Lotto-Belisol                        | +2"         |

### Klasyfikacja punktowa
| Miejsce | Zawodnik             | Państwo    | Zespół                               | Punkty   |
| ------- | -------------------- | ---------- | ------------------------------------ | -------- |
|         | Peter Sagan          | Słowacja   | Cannondale Pro Cycling               | 158 pkt. |
| 2.      | Marcel Kittel        | Niemcy     | Team Giant-Shimano                   | 135 pkt. |
| 3.      | Bryan Coquard        | Francja    | Team Europcar                        | 121 pkt. |
| 4.      | Alexander Kristoff   | Norwegia   | Team Katusha                         | 82 pkt.  |
| 5.      | Mark Renshaw         | Australia  | Omega Pharma-Quick-Step Cycling Team | 48 pkt.  |
| 6.      | Arnaud Démare        | Francja    | FDJ.fr                               | 44 pkt.  |
| 7.      | Greg Van Avermaet    | Belgia     | BMC Racing Team                      | 42 pkt.  |
| 8.      | Ramūnas Navardauskas | Litwa      | Garmin-Sharp                         | 38 pkt.  |
| 9.      | Michael Albasini     | Szwajcaria | Orica GreenEdge                      | 37 pkt.  |
| 10.     | André Greipel        | Niemcy     | Lotto-Belisol                        | 37 pkt.  |

### Klasyfikacja górska
| Miejsce | Zawodnik          | Państwo         | Zespół                     | Punkty |
| ------- | ----------------- | --------------- | -------------------------- | ------ |
|         | Cyril Lemoine     | Francja         | Cofidis, Solutions Crédits | 6 pkt. |
| 2.      | Blel Kadri        | Francja         | Ag2r-La Mondiale           | 5 pkt. |
| 3.      | Jens Voigt        | Niemcy          | Trek Factory Racing        | 4 pkt. |
| 4.      | Nicolas Edet      | Francja         | Cofidis, Solutions Crédits | 4 pkt. |
| 5.      | Thomas Voeckler   | Francja         | Team Europcar              | 3 pkt. |
| 6.      | Pierre Rolland    | Francja         | Team Europcar              | 2 pkt. |
| 7.      | Tom-Jelte Slagter | Holandia        | Garmin-Sharp               | 2 pkt. |
| 8.      | Perrig Quémeneur  | Francja         | Team Europcar              | 2 pkt. |
| 9.      | David de la Cruz  | Hiszpania       | Team NetApp-Endura         | 2 pkt. |
| 10.     | Chris Froome      | Wielka Brytania | Team Sky                   | 1 pkt. |

### Klasyfikacja młodzieżowa
| Miejsce | Zawodnik              | Państwo    | Zespół                               | Czas        |
| ------- | --------------------- | ---------- | ------------------------------------ | ----------- |
|         | Peter Sagan           | Słowacja   | Cannondale Pro Cycling               | 17h 07' 54" |
| 2.      | Romain Bardet         | Francja    | Ag2r-La Mondiale                     | +0"         |
| 3.      | Michał Kwiatkowski    | Polska     | Omega Pharma-Quick-Step Cycling Team | +0"         |
| 4.      | Thibaut Pinot         | Francja    | FDJ.fr                               | +14"        |
| 5.      | Tom Dumoulin          | Holandia   | Team Giant-Shimano                   | +14"        |
| 6.      | Rudy Molard           | Francja    | Cofidis, Solutions Crédits           | +59"        |
| 7.      | Jesús Herrada         | Hiszpania  | Movistar Team                        | +1' 43"     |
| 8.      | Anthony Delaplace     | Francja    | Bretagne-Séché Environnement         | +2' 24"     |
| 9.      | Sébastien Reichenbach | Szwajcaria | IAM Cycling                          | +2' 47"     |
| 10.     | Tom-Jelte Slagter     | Holandia   | Garmin-Sharp                         | +2' 48"     |

### Klasyfikacja drużynowa
| Miejsce | Zespół                  | Państwo           | Czas        |
| ------- | ----------------------- | ----------------- | ----------- |
|         | Team Sky                | Wielka Brytania   | 40h 33' 45" |
| 2.      | Astana Pro Team         | Kazachstan        | +12"        |
| 3.      | BMC Racing Team         | Stany Zjednoczone | +14"        |
| 4.      | Team NetApp-Endura      | Niemcy            | +47"        |
| 5.      | Trek Factory Racing     | Stany Zjednoczone | +47"        |
| 6.      | IAM Cycling             | Szwajcaria        | +1' 01"     |
| 7.      | Team Katusha            | Rosja             | +1' 20"     |
| 8.      | Belkin Pro Cycling Team | Holandia          | +1' 31"     |
| 9.      | Lampre-Merida           | Włochy            | +1' 31"     |
| 10.     | Cannondale Pro Cycling  | Włochy            | +1' 42"     |